# Goldsmith W. Hewitt
Goldsmith Whitehouse Hewitt, född 14 februari 1834 i Jefferson County i Alabama, död 27 maj 1895 i Birmingham i Alabama, var en amerikansk politiker (demokrat). Han var ledamot av USA:s representanthus 1875–1879 och 1881–1885.
Hewitt efterträdde 1875 Joseph Humphrey Sloss som kongressledamot och efterträddes 1879 av Burwell Boykin Lewis. År 1881 tillträdde han på nytt som kongressledamot och efterträddes år 1885 av John Mason Martin.
Hewitt är begravd på Oak Hill Cemetery i Birmingham i Alabama.